# 柳玲玲
柳玲玲（？—），女，汉族，中华人民共和国政治人物。现任岳阳楼区桥西小学工会主席，岳阳市侨联副主席（兼），致公党侨海工作委员会主任。第十四届全国政协委员。